# STS-59
إس تي إس-59 (بالإنجليزية: STS-59)‏ الرحلة الحادية والستون ضمن برنامج مكوك الفضاء لوكالة ناسا، والرحلة السادسة على متن مكوك الفضاء إنديفور، انطلقت الرحلة في 9 أبريل 1994 من مركز كينيدي للفضاء ، وهبطت بتاريخ 20 أبريل في قاعدة إدواردز الجوية، بعد أحد عشر يوماً مكثتها الرحلة في الفضاء، تم خلال الرحلة إجرآء دراسة تشكيلات المناطق الجبلية والمناطق البحرية، والغابات والصحاري والمدن والبراكين، لمناطق تشكل 12% من اليابسة على سطح الأرض، وشملت الدراسة مناطق من بينها المنحدرات الثلجية في جبال الألب والجبال العملاقة الأمريكية، وجبال الأنديز البوليفية وبرمودا والغابات الروسية، وسواحل وأدغال أستراليا، بلغ عدد الرواد المشاركين في الرحلة ستة رواد، وقد تم توثيق الرحلة من قبل قناة ديسكفري التلفزيونية.